# Franz Unger
Franz Joseph Andreas Nicolaus Unger (født 30. november 1800 i Steiermark, død 13. februar 1870 i Graz) var en østrigsk botaniker.
Han studerede først jura, men vendte sig snart til medicinen og blev læge. Som sådan fortsatte han sine naturhistoriske studier, særlig de botaniske. 1835 blev han professor i botanik ved Johanneum i Graz, hvor han særlig gav sig af med palæontologiske studier, i hvilken videnskab han snart blev en af de mest fremragende forskere for sin tid. Efter 1849, da han overtog professoratet i fysiologisk botanik ved universitetet i Wien, helligede han sig mere til denne side af videnskaben. Han opgav sin stilling 1866. 
Af hans skrifter kan nævnes: Die Exantheme der Pflanzen (Wien 1833, med 7 tavler), Ueber den Bau und das Wachsthum des Dicotyledonenstammes (Leipzig 1840, med 16 tavler), Die Pflanze im Momente der Thierwerdung (Wien 1843), Grundzüge der Anatomie und Physiologie der Pflanzen (Wien 1846), Chloris protogæa, Beiträge zur Flora der Vorwelt (Leipzig 1846, med 50 tavler), Wissenschaftliche Ergebnisse einer Reise in Griechenland und den ionischen Inseln (Wien 1862). 
Unger var en meget dygtig forsker, hvis studier for sin tid har haft betydelig indflydelse på videnskaben; han var således den første, der nærmere studerede mossernes spermatozoider og erkendte dem som hanlige kønsceller; han stillede sig ivrig imod Matthias Jacob Schleidens så skarpt fremsatte, men højst mislykkede celleteori; han har givet en udmærket klassifikation af plantens cellevæv og klaret kambiets betydning for tykkelsevæksten; det er Unger, som først har set det dyriske og vegetabilske protoplasmas identitet, idet han sammenligner plantecellens krop med rhizopodernes Sarkode; han har opdaget mælkekarrenes sande oprindelse, bidraget væsentlig til opfattelsen af intercellularsubstansen og studeret sværmsporedannelsen hos Vaucheria. 
Det er også af interesse, at Unger efter tyve års palæontologisk Studium allerede 1852 udtrykkelig udtalte, at dogmet om artens konstans ikke lod sig opretholde, men at de gennem de geologiske perioder optrædende former stod i organisk sammenhæng. En slægt af Sterculiaceernes familie er af Schott og Endlicher kaldt Ungeria efter ham.